# Ober St. Veiter Stadion
Das Ober St. Veiter Stadion war ein Fußballstadion in Ober St. Veit, einem Stadtteil des 13. Wiener Gemeindebezirks und Heimstätte des FK Austria Wien, bis 1926 Wiener Amateur-Sportverein (WAS; kurz „Amateure“).
Das Stadion an der Auhofstraße, das anfangs etwa 12.000 Zusehern Platz bot, wurde am 17. Mai 1914 eröffnet und war bis 1930 Heimstadion der Austria. Es war das modernste Stadion Wiens. Das Stadion verfiel aber schon kurz nach Eröffnung durch Vernachlässigung während des Weltkriegs. Unter Ingenieur Schall und Baumeister Reichelt begannen 1921 die erforderlichen Renovierungsmaßnahmen. Am 12. Februar 1922 konnte die erweiterte Anlage – unter anderem mit 70 Meter langer überdeckter Zuschauertribüne mit über 1000 Sitzplätzen inklusive Logen für Prominenz und Pressevertreter – wieder eröffnet werden. Insgesamt fasste das Stadion nach dem Umbau 25.000 Personen, was durch den entstehenden Fußballboom schon 1923 nicht mehr ausreichte. Am Ostersonntag 1923 wurden anlässlich eines Turnierspiels 29.000 zahlende Zuschauer gezählt, weshalb eine polizeiliche Sperrung erfolgte. Die Zuschauersituation verschlimmerte sich in den folgenden Jahren drastisch und führte zeitweise zu einem Verkehrschaos im Vorort Ober St. Veit.
1930, in dem Jahr als die Baufälligkeit der Haupttribüne zu einer behördlichen Sperrung führte, konnte der Pachtzins nicht mehr bezahlt werden. 1931 lief der Pachtvertrag aus und das Stadion der „St. Veiter“ wurde 1933 abgerissen. Seit den 1970er Jahren stehen auf dem Areal zwischen Auhofstraße, Mantlergasse, Premreinergasse und Preindlgasse Wohnhäuser.